# カーネギー賞
カーネギー賞（The Carnegie Medal）は、イギリスの図書館協会（CILIP:Chartered Institute of Library and Information Professionals）から贈られる児童文学の賞である。鋼鉄王といわれたアンドリュー・カーネギーが図書館の発展に寄与した業績をたたえて、1937年に創設された。ピアソン慈善基金が後援している。2023年、カーネギー作家賞（Yoto Carnegie Medal for Writing）に名称が変更された。
対象作は前年にイギリスで出版された英文の児童書で、1968年まではイギリス国籍の作家のものに限られていたが、現在は海外の作品も最初に出版されてから3ヶ月以内にイギリスで出版されれば対象となる。同じイギリスの児童文学賞であるガーディアン賞は、対象がフィクションに限られ、一度受賞した作家の作品は対象外としているが、カーネギー賞は伝記などのノンフィクションものも対象とし、再受賞が可能である。
審査は、CILIPから選出された児童図書館司書が当たる。また、子供だけでなく教師や親の意見も反映される。

## 受賞作
2006年までは賞の名称に付く年数は出版年（実際の受賞はその翌年）であったが、2007年からは受賞年になった。
- 1936年：Peogeon Post by Arthur Ransome アーサー・ランサム
  - 『山の伝書ばと』　白木茂訳（抄訳）　斎藤三郎挿絵　講談社　少年少女世界文学全集　10　イギリス編　7所収　1961年
  - 『ツバメ号の伝書バト』神宮輝夫訳　アーサー・ランサム挿絵　岩波書店　岩波少年少女文学全集　16　1961年
  - 『ツバメ号の伝書バト』神宮輝夫訳　アーサー・ランサム挿絵　岩波書店　アーサー・ランサム全集　6　1967年　ISBN 4-00-115036-0
- 1937年：The Family from One End Street by Eve Garnett イーヴ・ガーネット
  - 『ふくろ小路一番地』　石井桃子訳　岩波少年文庫　1957年　ISBN 4-00-112053-4
- 1938年：The Circus is Comming by Noel Streatfeild ノエル・ストレトフィールド
  - 『サーカスきたる』中村妙子訳　すぐ書房　1986年
  - 『サーカスがやってくる』村岡花子訳　講談社（『少年少女新世界文学全集 6』所収）1964年
- 1939年：Radium Woman, Heinemann by Eleanor Doorly エリナー・ドーリィ
  - 『光は悲しみをこえて』榊原晃三訳　学習研究社　1974年
  - 『キュリー夫人』光吉夏弥訳　岩波少年文庫　1974年
- 1940年：Visitors from London by Kitty Barne
- 1941年：We Couldn't Leave Dinah by Mary Treadgold 
  - 『あらしの島のきょうだい』白木茂訳　講談社　1964年
- 1942年：The Little Grey Men by 'B.B.'
  - 『灰色の小人たちと川の冒険』神鳥統夫訳　大日本図書　1995年
- 1943年：なし
- 1944年：The Wind on the Moon by Eric Linklater エリック・リンクレイター
  - 『変身動物園～カンガルーになった少女～』神宮輝夫訳　晶文社　1992年
  - 『月にふく風』神宮輝夫訳　講談社　1965年
- 1945年：なし
- 1946年：The Little White Horse by Elizabeth Goudge エリザベス・グージ
  - 『まぼろしの白馬』石井桃子訳　あかね書房　1964年
- 1947年：Collected Stories for Children by Walter De La Mare ウォルター・デ・ラ・メア
  - 『デ・ラ・メア物語集』マクワガ葉子訳　大日本図書　1997年
  - 『九つの銅貨』脇明子訳　福音館書店　1987年
- 1948年：Sea Change by リチャード・アームストロング 
  - 『海に育つ』林克己訳　岩波書店　1957年
- 1949年：The Story of Your Home by Agnes Allen
- 1950年：The Lark on the Wing by Elfrida Vipont Foulds
  - 『ヒバリは空に』三井嫩子訳　講談社　1964年
- 1951年：The Woolpack by Cynthia Harnett
- 1952年：The Borrowers by Mary Norton　メアリー・ノートン
  - 『床下の小人たち』林容吉訳　岩波書店（岩波少年文庫）　1956年
- 1953年：A Valley Grows Up by Edward Osmond
- 1954年：Knight Crusader by Ronald Welch
- 1955年：The Little Bookroom by Eleanor Farjeon エリナー・ファージョン
  - 『ムギと王さま』石井桃子訳　岩波書店　1959年
- 1956年：The Last Battle by C.S.Lewis C.S.ルイス
  - 『さいごの戦い』（ナルニア国ものがたり7）瀬田貞二訳　岩波書店　1966年 のち岩波少年文庫
- 1957年：A Grass Rope by William Mayne ウィリアム・メイン
- 1958年：Tom's Midnight Garden by Philippa Pearce フィリッパ・ピアス
  - 『トムは真夜中の庭で』高杉一郎訳　岩波書店、1967年　のち岩波少年文庫　2000年
- 1959年：The Lantern Berarers by Rosemary Sutcliff ローズマリー・サトクリフ
  - 『ともしびをかかげて』 猪熊葉子訳　岩波書店　1969年 ISBN 4-00-110827-5
- 1960年：The Making of Man by Dr I. W. Cornwall　I.W.コーンウォール
  - 『サルから人間へ』今泉吉典訳　M.メートランド・ハワードさし絵と復元　福音館書店　1970年
- 1961年：A Stranger at Green Knowe by Lucy M. Boston　ルーシー・M・ボストン
  - 『グリーン・ノウのお客さま』亀井俊介訳　評論社　1968年
- 1962年：The Twelve and the Genii by Pauline Clarke　P.クラーク
  - 『魔神と木の兵隊』神宮輝夫訳　太田大八絵　あかね書房　1968年
- 1963年：Time of Trial by Hester Burton
- 1964年：Nordy Bank by Sheena Porter
- 1965年：The Grange at High Force by Philip Turner　フィリップ・ターナー
  - 『ハイ・フォースの地主屋敷』神宮輝夫訳　ウイリアム・パパーズ絵　岩波書店　1969年
- 1966年：なし
- 1967年：The Owl Service by Alan Garner　アラン・ガーナー
  - 『ふくろう模様の皿』神宮輝夫訳　評論社　1972年
- 1968年：The Moon in the Cloud by Rosemary Harris　ローズマリー・ハリス
  - 『ノアの箱船にのったのは？』浜本武雄訳　冨山房　1987年
- 1969年：The Edge of the Cloud by K. M. Peyton　K.M.ペイトン
  - 『雲のはて フランバーズ屋敷の人びと2』掛川恭子訳　岩波書店　1995年
- 1970年：The God Beneath the Sea by Leon Garfield　リアン・ガーフィールド & Edward Blishen　エドワード・ブリッシェン illustrated by Charles Keeping　チャールズ・キーピング
  - 『ギリシア神話物語』小野章訳　講談社　1975年
- 1971年：Josh by Ivan Southall　アイヴァン・サウスオール
  - 『ジョシュ ライアン・クリークの三日間』小野章訳　評論社　1975年
- 1972年：Watership Down by Richard Adams リチャード・アダムス
  - 『ウォーターシップ・ダウンのうさぎたち』神宮輝夫訳　評論社　1975年　評論社文庫　1980年
- 1973年：The Ghost of Thomas Kempe by Penelope Lively　ペネロピ・ライヴリー
  - 『トーマス・ケンプの幽霊』田中明子訳　評論社　1976年
- 1974年：The Stronghold by Mollie Hunter　モリー・ハンター
  - 『砦』田中明子訳　評論社　1978年
- 1975年：The Machine Gunners by Robert Westall　ロバート・ウェストール
  - 『機関銃要塞の少年たち』越智道雄訳　評論社　1980年　ISBN 4-566-01204-2
- 1976年：Thunder and Lightnings by Jan Mark　ジャン・マーク
  - 『ライトニングが消える日』三辺律子訳　パロル舎　2002年
- 1977年：The Turbulent Term of Tyke Tiler by Gene Kemp　ジーン・ケンプ
  - 『わんぱくタイクの大あれ三学期』松本亨子訳　キャロライン・ダイナン絵　評論社　1981年
- 1978年：The Exeter Blitz by David Rees　デヴィッド・リーズ
- 1979年：Tulku by Peter Dickinson　ピーター・ディキンスン
- 1980年：City of Gold by Peter Dickinson　ピーター・ディキンスン
  - 『聖書伝説物語 楽園追放から黄金の都陥落まで』山本史郎訳　マイケル・フォアマン挿画　原書房　2003年
- 1981年：The Scarecrows by Robert Westall　ロバート・ウェストール
  - 『かかし』金原瑞人訳　徳間書店　1987年　ISBN 4-19-861638-8
- 1982年：The Haunting by Margaret Mahy マーガレット・マーヒー
  - 『足音がやってくる』青木由紀子訳　岩波書店　1989年　ISBN 4-00-115508-7
- 1983年：Handles by Jan Mark　ジャン・マーク
  - 『夏・みじかくて長い旅』百々佑利子訳　岩淵慶造画　金の星社　1992年
- 1984年：The Changeover by Margaret Mahy マーガレット・マーヒー
  - 『目覚めれば魔女』清水真砂子訳　岩波書店　1989年　ISBN 4-00-115509-5
- 1985年：Storm by Kevin Crossley-Holland　ケビン・クロスリー＝ホランド
  - 『あらし』島田香訳　中村悦子絵　ほるぷ出版　1990年
- 1986年：Granny was a Buffer Girl by Berlie Doherty　バーリー・ドハティ
  - 『シェフィールドを発つ日』中川千尋訳　福武書店　1990年
- 1987年：The Ghost Drum by Susan Price　スーザン・プライス
  - 『ゴースト・ドラム《北の魔法の物語》』金原瑞人訳　福武書店　1991年　ISBN 4-8288-4952-1
- 1988年：A Pack of Lies by Geraldine McCaughrean　ジェラルディン・マコックラン
  - 『不思議を売る男』金原瑞人訳　佐竹美保絵　偕成社　1998年
- 1989年：Goggle-eyes by Anne Fine　アン・ファイン
  - 『ぎょろ目のジェラルド』岡本浜江訳　浜田洋子絵　講談社　1991年
- 1990年：Wolf by Gillian Cross　ジリアン・クロス
  - 『オオカミのようにやさしく』青海恵子訳　岩波書店　1994年
- 1991年：Dear Nobody by Berlie Doherty　バーリー・ドハティ
  - 『ディアノーバディ』中川千尋訳　新潮社　1994年
- 1992年：Flour Babies by Anne Fine　アン・ファイン
  - 『フラワー・ベイビー』墨川博子訳　評論社　2003年
- 1993年：Stone Cold by Robert Swindells　ロバート・スウィンデルズ
- 1994年：Whispers in the Graveyard by Theresa Breslin　テレサ・ブレスリン
- 1995年：His Dark Materials: Book 1 Northern Lights by Philip Pullman　フィリップ・プルマン
  - 『黄金の羅針盤』（ライラの冒険1）　大久保寛訳　新潮社　1999年
- 1996年：Junk by Melvin Burgess　メルヴィン・バージェス
  - 『ダンデライオン』池田真紀子訳　東京創元社　2000年
- 1997年：River Boy by Tim Bowler　ティム・ボウラー
  - 『川の少年』入江真佐子訳　早川書房　2003年
- 1998年：Skellig by David Almond　デイヴィッド・アーモンド
  - 『肩胛骨は翼のなごり』山田順子訳 東京創元社 2000年 ISBN 4488013996
- 1999年：Postcards From No Man's Land by Aidan Chambers　エイダン・チェンバーズ
  - 『二つの旅の終わりに』原田勝訳　徳間書店　2003年
- 2000年：The Other Side of Truth by Beverley Naidoo　ビヴァリー・ナイドゥー
  - 『真実の裏側』もりうちすみこ訳　めるくまーる　2002年
- 2001年：The Amazing Maurice and His Educated Rodents by Terry Pratchett テリー・プラチェット
  - 『天才ネコモーリスとその仲間たち』（ディスクワールドシリーズ）冨永星訳　あすなろ書房 2004年 ISBN 4-75152351-1
- 2002年：Ruby Holler by Sharon Creech　シャロン・クリーチ
  - 『ルビーの谷』赤尾秀子訳　早川書房　2004年
- 2003年：A Gathering Light by Jennifer Donnelly　ジェニファー・ドネリー
- 2004年：Millions by Frank Cottrell Boyce　フランク・コットレル・ボイス
  - 『ミリオンズ』池田真紀子訳　新潮社　2005年
- 2005年：Tamar by Mal Peet　マル・ピート
- 2007年：Just in Case by Meg Rosoff　メグ・ローゾフ
  - 『ジャスト イン ケース　終わりのはじまりできみを想う』堀川志野舞訳　理論社　2009年
- 2008年：Here Lies Arthur by Philip Reeve　フィリップ・リーヴ
  - 『アーサー王ここに眠る』井辻朱美訳　東京創元社　2009年
- 2009年：Bog Child by Siobhan Dowd　シヴォーン・ダウド
  - 『ボグ・チャイルド』千葉茂樹訳　ゴブリン書房　2011年
- 2010年：The Graveyard Book by Neil Gaiman　ニール・ゲイマン
  - 『墓場の少年　ノーボディ・オーエンズの奇妙な生活』金原瑞人訳　角川書店　2010年
- 2011年：Monsters of Men by Patrick Ness　パトリック・ネス
  - 『人という怪物』 (混沌の叫び3)　金原瑞人/樋渡正人訳　東京創元社 　2013年
- 2012年：A Monster Calls by Patrick Ness　パトリック・ネス
  - 『怪物はささやく』池田真紀子訳　あすなろ書房　2011年
- 2013年：Maggot Moon by Sally Gardner　サリー・ガードナー
  - 『マザーランドの月』三辺律子訳　小学館　2015年
- 2014年：The Bunker Diary by Kevin Brooks　ケヴィン・ブルックス
- 2015年：Buffalo Soldier by Tanya Landman
- 2016年：One by Sarah Crossan　サラ・クロッサン
  - 『わたしの全てのわたしたち』最果タヒ・金原瑞人訳　ハーパーコリンズ・ジャパン　2020年
- 2017年：Salt to the Sea by Ruta Sepetys　ルータ・セペティス
  - 『凍てつく海のむこうに』野沢佳織訳　岩波書店　2017年
- 2018年：Where the World Ends by Geraldine McCaughrean　ジェラルディン・マコックラン
  - 『世界のはての少年』杉田七重訳　東京創元社　2019年
- 2019年：The Poet X by Elizabeth Acevedo　エリザベス・アセヴェド
  - 『詩人になりたいわたしＸ』田中亜希子訳　小学館　2021年
- 2020年：Lark by Anthony McGowan　アンソニー・マゴーワン
  - 『荒野にヒバリをさがして』野口絵美訳　徳間書店　2022年
- 2021年：Look Both Ways: A Tale Told in Ten Blocks by Jason Reynolds　ジェイソン・レナルズ
- 2022年：October, October by Katya Balen　
  - 『わたしの名前はオクトーバー』こだまともこ訳　評論社　2024年
- 2023年：The Blue Book of Nebo by Manon Steffan Ros
- 2024年：The Boy Lost in the Maze by Joseph Coelho
- 2025年：Glasgow Boys by Margaret McDonald